# Slobodan Ocokoljić
Slobodan Ocokoljić (kyrillisch Слободан Оцокољић; * 15. August 1980 in Kraljevo, SR Serbien) ist ein serbischer Basketballspieler. Ocokoljić’ größter Erfolg war der Gewinn der österreichischen Meisterschaft 2008 mit den Panthers aus Fürstenfeld.

## Karriere
Ocokoljić studierte ab 1999 in den Vereinigten Staaten und spielte zunächst für das Hochschulteam Buckeyes der Ohio State University in der NCAA. Nachdem er sich hier nicht durchsetzen konnte, wechselte er 2001 an die Weber State University und musste gemäß den Regularien der NCAA nach dem Hochschulwechsel ein Jahr von offiziellen Meisterschaftsspielen pausieren. Nach der Pause gewann er mit den Weber State Wildcats die Meisterschaft der Big Sky Conference. Im Erstrundenspiel der landesweiten Endrunde der NCAA verlor man anschließend gegen die Badgers der University of Wisconsin–Madison.
Nach seinem Studienende 2004 bekam Ocokoljić erst im Februar 2005 seinen ersten Profivertrag beim deutschen Erstligisten TBB Trier in der Basketball-Bundesliga. In der Basketball-Bundesliga 2005/06 verpasste man nur knapp wegen des schlechteren direkten Vergleichs den Einzug in die Play-offs um die deutsche Meisterschaft. Nachdem Ocokoljić zuvor kaum noch Einsatzzeit gesehen hatte, bekam er keinen neuen Vertrag mehr und wechselte 2006 nach Zypern zu InterCollege ETHA nach Engomi. Hier blieb er jedoch nur bis März 2007 und wechselte dann ins slowenische Laško zu Zlatorog. Nach dem Aus im Halbfinale der slowenischen Meisterschaft kehrte nach Zypern zurück und spielte in der Hauptstadt Nikosia für APOEL. Doch auch hier blieb er nicht bis Saisonende.
Im Februar 2008 wechselte Ocokoljić in die „Österreichische Basketball Bundesliga“, wo er mit den Fürstenfeld Panthers die Meisterschaft gewinnen konnte. In der Saison 2008/09 misslang die Titelverteidigung, als man dem späteren Meister WBC Raiffeisen Wels in der Halbfinalserie unterlag. Ocokoljić schloss sich in der folgenden Spielzeit 2009/10 nach Saisonbeginn dem französischen Drittligisten aus Cognac an. In den folgenden Spielzeiten spielte er für weitere Drittligisten in Frankreich.